# 郭乃文
郭乃文，中華民國繪本作家、插畫家
，著有《尋貓啟事》、《小白》等繪本。是繪本作家中少數能將其自身作品授權到海外出版的中華民國繪本作家。

## 學歷
- 輔仁大學兒童與家庭研究所

## 作品
- 《雞蛋花》
- 《尋貓啟事》
- 《小白》[6]

## 得獎
- 信誼基金會兒童文學獎首獎[7]